# جون سميث (قسيس أمريكي)
جون سميث (بالإنجليزية: John Smith)‏ هو قسيس أمريكي، ولد في 16 يوليو 1781، وتوفي في 23 مايو 1854.

## معرض صور

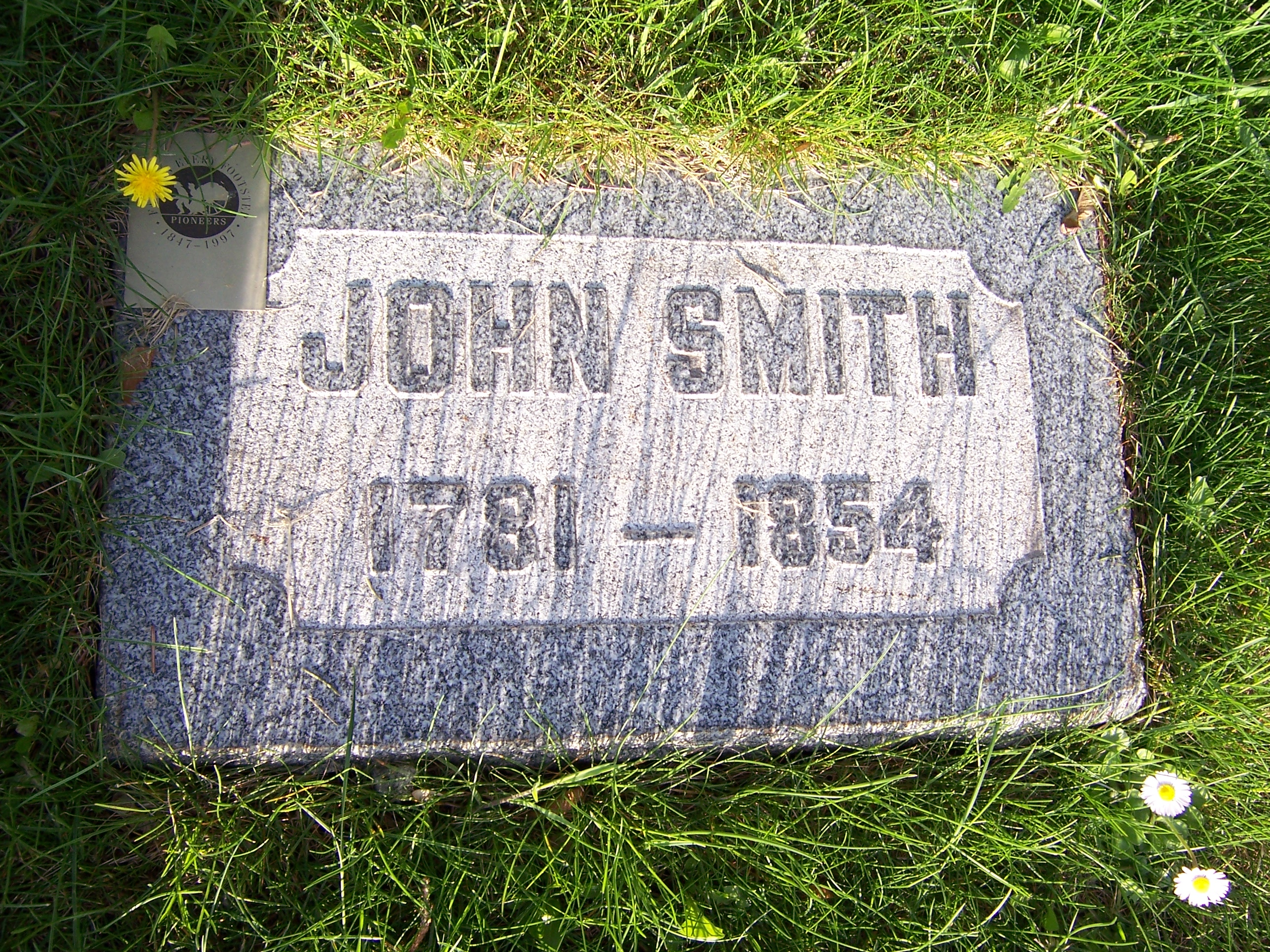
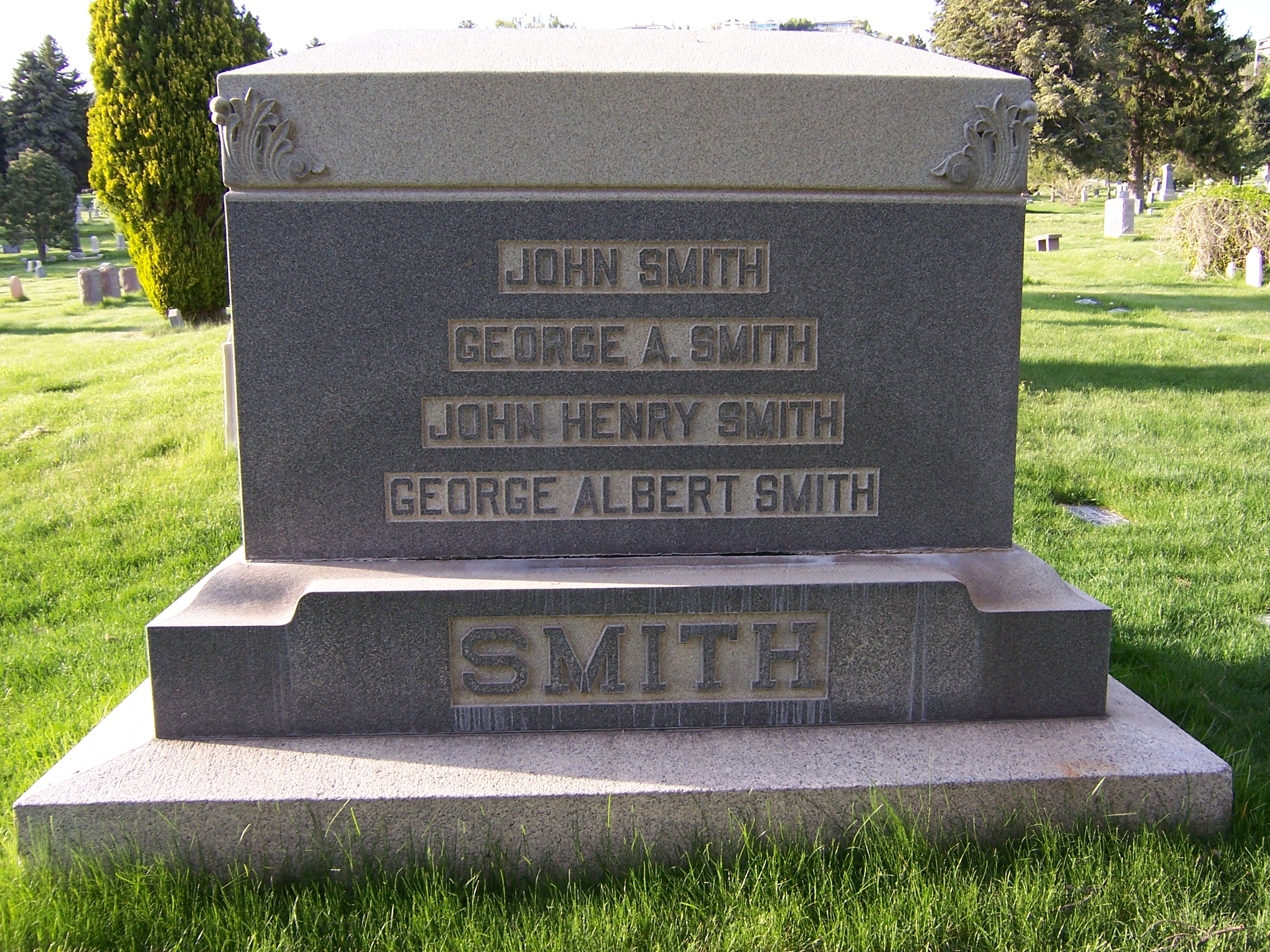
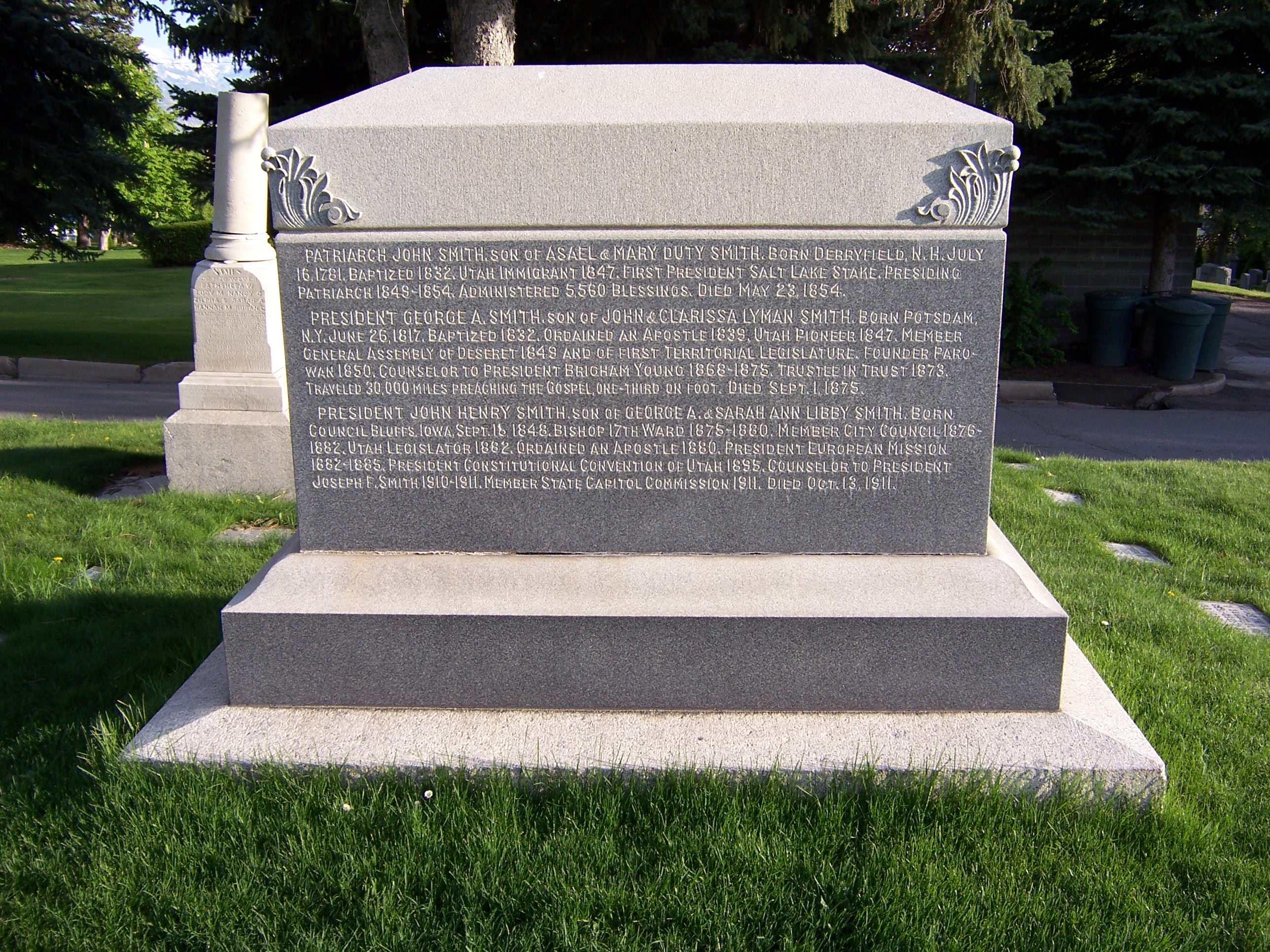